# Zamek Hluboká
Zamek Hluboká (cz. Zámek Hluboká nad Vltavou, niem. Schloss Frauenberg) – pałac neogotycki z XIX wieku zlokalizowany w miejscowości Hluboká nad Vltavou na terenie Czech.

## Historia
Zamek wybudowano w XIII wieku, w czasie panowania czeskiego króla Wacława I Przemyślidy i określano go początkowo w źródłach jako Froburg, Fronburg, Frohnfeste, Frohnleichnam. W drugiej połowie XIII wieku zamek należał do Čéča z Budziwojowic, któremu król Wacław I przekazał go w zastaw. Król Przemysł Ottokar II odebrał zamek Čéčowi z Budziwojowic i włączył go do majątku królewskiego. Innym posiadaczem zamku był Vítek z Krumlova, który pierwotnie był tu burgrabią. Od 1289 roku król Wacław II zabiegał o to, aby Vítek zwrócił zamek do majątku królewskiego. Po egzekucji przez księcia Mikołaja Opawskiego na łące pod zamkiem brata Vítka, Zawiszy z Falkenštejna zamek w sierpniu 1290 roku powrócił do króla (miejsce egzekucji upamiętnia kamień).
W XV wieku cesarz Zygmunt przekazał zamek Mikołajowi z rodu Lobkoviców, od którego potomków zamek w 1454 roku kupił Jerzy z Podiebradów. Po jego śmierci zamek użytkowała wdowa po królu Jerzym. W 1562 roku majątek kupił Joachim von Neuhaus. On i jego potomkowie kazali przebudować stary gotycki zamek na renesansowy pałac. W 1622 roku majątek został skonfiskowany po bitwie na Białej Górze. Po konfiskacie majątek Hluboká został nabyty przez hiszpańskiego arystokratę, feldmarszałka cesarskiego Baltasara Marradasa, który w latach 1620–1638 zlecił przebudowę zamku zewnętrznego. Po jego śmierci w 1638 roku majątek odziedziczył jego bratanek Francesco de Salant y Marradas.
W 1661 roku od jego syna Bartłomieja majątek z zamkiem kupił Johann Adolf von Schwarzenberg, założyciel południowoczeskiej gałęzi rodu Schwarzenbergów, która rezydowała w Hluboce przez prawie 300 lat, aż do 1939 roku. Z inicjatywy księcia Adama Franza Karla zu Schwarzenberga na początku XVIII wieku zamek został przebudowany w stylu barokowym według planów Paula Ignaza Bayera i jego następcę Antona Erharda Martinelliego.
Podczas wojny o sukcesję austriacką zamek został zajęty podczas kampanii francusko-bawarskiej, a w 1742 roku był oblegany przez wojska austriackie. Podczas oblężenia został zniszczony most i uszkodzono zegar wieżowy. Pomimo przestarzałych fortyfikacji, które miały dwieście lat, załoga broniła się skutecznie i skapitulowała dopiero z powodu braku żywności. Wkrótce potem fortyfikacje zostały zburzone i zastąpione zabudowaniami gospodarczymi.
W latach 30. XIX wieku książę Johann Adolf II zu Schwarzenberg postanowił zburzyć zamek barokowy i na jego miejscu zbudować nowy zamek w romantycznym stylu neogotyckim. W lipcu 1838 r. powrócił z koronacji brytyjskiej królowej Wiktorii, oczarowany angielskim gotykiem w stylu Tudorów i zapragnął pałacu wzorowanym na tym stylu. Projekt opracował w 1839 r. wiedeński architekt Franz Beer (1804–1861), któremu zaprojektował w tej stylistyce już pałac Hrádek u Nechanice. Franz Beer kierował również pracami budowlanymi przez dwadzieścia lat od 1840 r. aż do swojej śmierci. Nowe budynki, które stoją do dziś, zostały zbudowane w stylu gotyku Tudorów, wzorowanym na angielskim zamku królewskim w Windsorze. Wnętrza zostały ukończone dopiero w 1871 r.
Próba naśladowania angielskich zamków gotyckich w XIX wieku była już wówczas krytykowana i postrzegana przez niektórych ekspertów jako kicz. Czeski malarz i krytyk sztuki Eduard Herold opisał przebudowę następująco: „Po prawej stronie, z mroku lasu, stoi Hluboká, nowy zamek księcia Švarcenberka, równie mało malowniczy z daleka, jak z bliska, a przede wszystkim podróbka”.
Ostatnim prywatnym właścicielem zamku był Adolf Schwarzenberg, który wspierał finansowo budowę czechosłowackich fortyfikacji oraz czeski rząd Beneša na uchodźstwie. W 1939 roku Adolf Schwarzenberg i jego żona zostali zmuszeni do emigracji za granicę, ponieważ odmówili współpracy z Niemcami. W 1947 roku majątek został skonfiskowany przez czeskie władze komunistyczne na mocy ustawy nr 143/1947 Coll., tzw. Lex Schwarzenberg.

Herb von Schwarzenberg
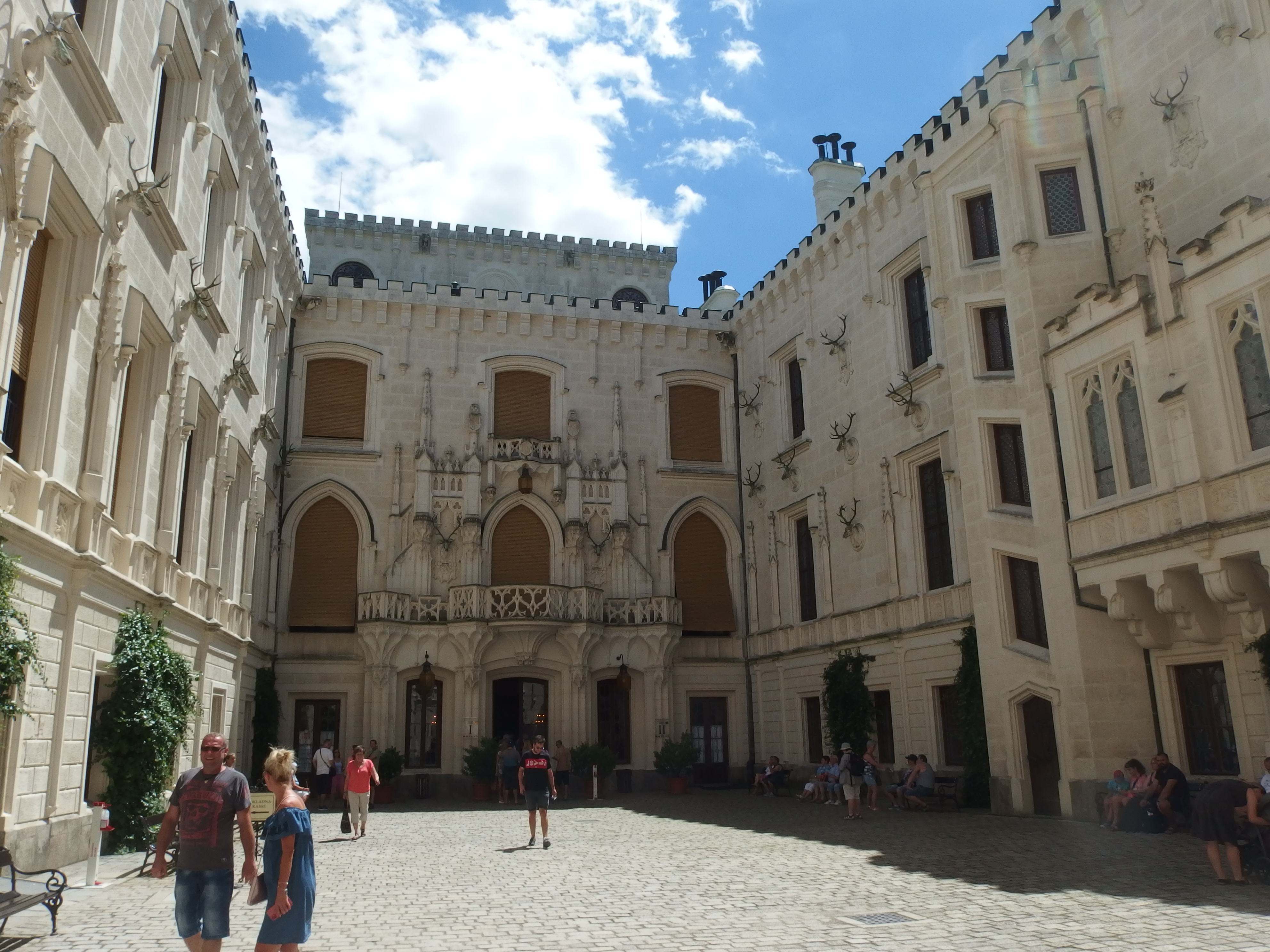
Dziedziniec
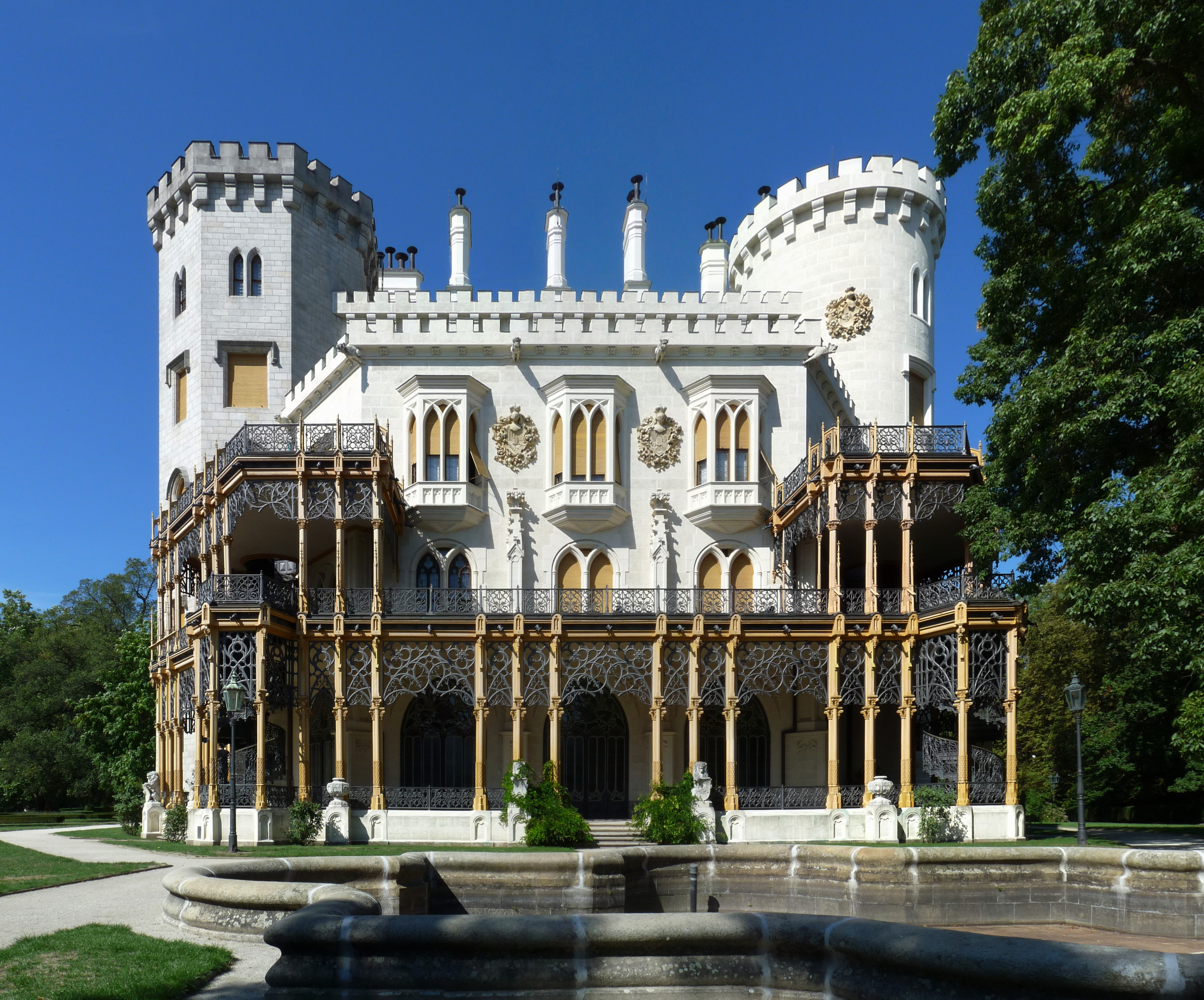
Oranżeria
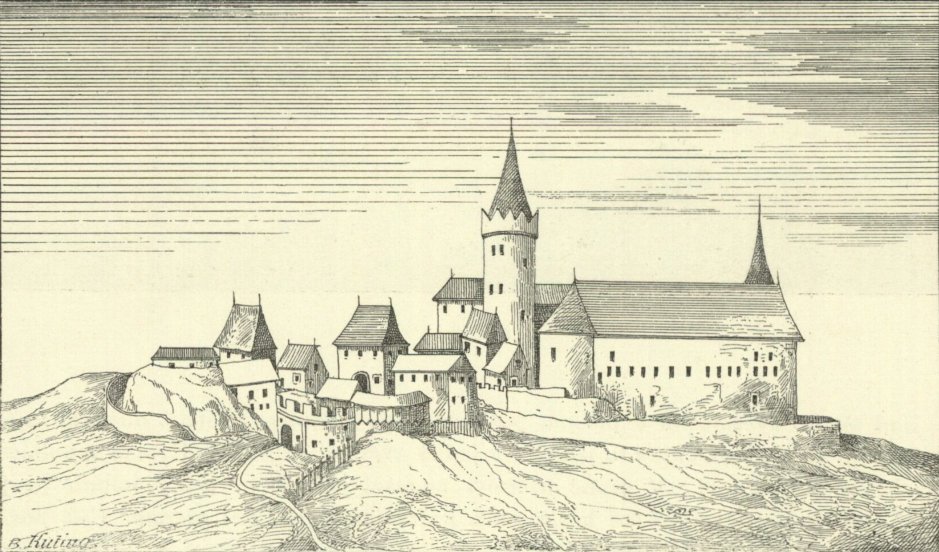
Zamek przed przebudową barokową
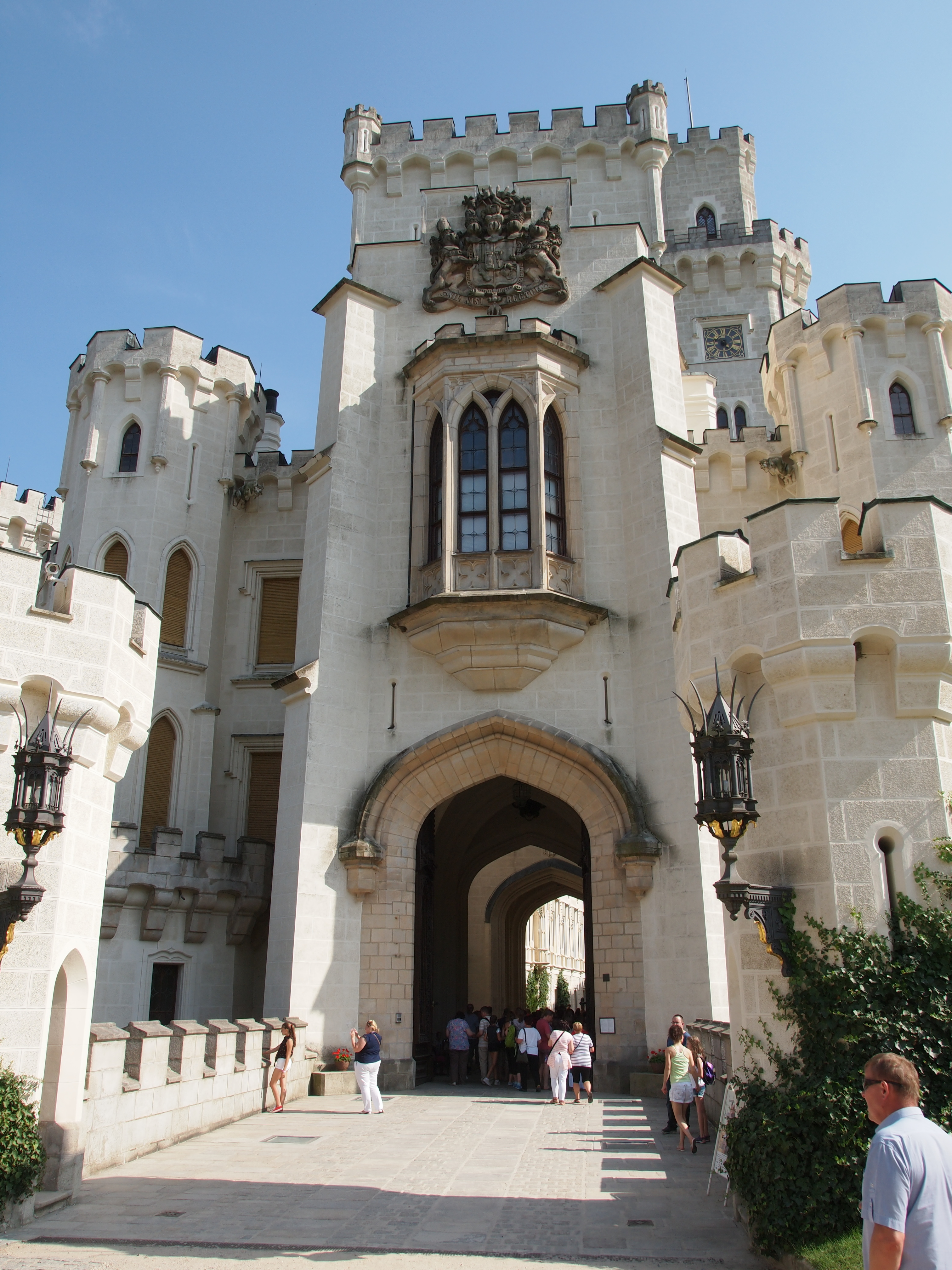
Brama główna